# Grünwaldské vřesoviště
Grünwaldské vřesoviště este o arie protejată (arie specială de conservare — SAC, sit de importanță comunitară — SCI) din Republica Cehă întinsă pe o suprafață de 129,99 ha, integral pe uscat.

## Localizare
Centrul sitului Grünwaldské vřesoviště este situat la coordonatele 50°41′N 13°41′E / 50.69°N 13.68°E.

## Înființare
Situl Grünwaldské vřesoviště a fost declarat sit de importanță comunitară în noiembrie 2009 pentru a proteja un număr necunoscut de specii din flora spontană și fauna sălbatică aflate în arealul zonei. Situl a fost protejat și ca arie specială de conservare în septembrie 2016.

## Biodiversitate
Situată în ecoregiunea continentală, aria protejată conține 3 habitate naturale: Mlaștini turboase de tranziție și turbării mișcătoare, Turbării active, Mlaștini împădurite.
La baza desemnării sitului se află un număr nedeclarat de specii protejate.